# 7590 Атеруй
7590 Атеруй (7590 Aterui) — астероїд головного поясу, відкритий 26 жовтня 1992 року.
Тіссеранів параметр щодо Юпітера — 3,633.